# Gasteruption expectatum
Gasteruption expectatum är en stekelart som beskrevs av Pasteels 1957. Gasteruption expectatum ingår i släktet Gasteruption och familjen bisteklar. Inga underarter finns listade i Catalogue of Life.